# Mansa Konko
Mansa Konko o Mansakonko es una ciudad de Gambia, situada al norte de Soma. Según estimaciones de 1993, tenía una población de 240 personas, mientras que en 2013 tenía 314 habitantes.
El nombre de la ciudad se traduce como "la colina de los reyes" en mandingá.
Mansa Konko, antigua sede de una familia gobernante local, se convirtió en un centro administrativo durante el período colonial británico. Aún quedan algunos edificios antiguos de esta época.
La ciudad es la sede del Área de Gobierno Local de la División de Río Inferior.